# Marianensalangaan
De marianensalangaan (Aerodramus bartschi; synoniem: Collocalia bartschi) is een vogel uit de familie Apodidae (gierzwaluwen). De vogel werd in 1909 door de Amerikaanse vogelkundige  Edgar Alexander Mearns geldig beschreven. Het is een bedreigde, endemische vogelsoort op de Marianen (Micronesië).

## Kenmerken
De vogel is 11 cm lang. Het is een van de sterk op elkaar gelijkende soorten salanganen; hij is van boven grijsbruin en van onder grijswit, richting buik wat donkerder dan op de keel, die zilverkleurig grijswit is. Het verenkleed glanst niet en de staart is ondiep gevorkt.

## Verspreiding en leefgebied
Deze soort is endemisch op een paar noordelijke eilanden van de Marianen, in het bijzonder op Guam, een Oceanisch eiland, onderdeel van de regio Micronesië. De soort is in het begin van de jaren 1960 geïntroduceerd op Oahu (Hawaï) en werd daar rond 2011 nog steeds waargenomen als broedvogel. De vogels foerageren in groepen op vliegende insecten boven weilanden, bossen en mangrove in kustgebieden en ze broeden in grotten.

## Status
De marianensalangaan heeft een beperkt verspreidingsgebied en daardoor is de kans op uitsterven aanwezig. Tot in de jaren 1960 was deze gierzwaluw zeer algemeen. Daarna begon een sterke daling in aantallen. De grootte van de populatie werd in 2016 door BirdLife International geschat op 2,5 tot 10 duizend volwassen individuen en de populatie-aantallen nemen af. Het leefgebied wordt aangetast door gebruik van pesticiden tegen insecten en het broedsucces wordt bedreigd door predatie door onder andere de invasieve bruine nachtboomslang (Boiga irregularis) en verstoring door mensen. Om deze redenen staat deze soort als bedreigd op de Rode Lijst van de IUCN.